# Irwiniella shuotensis
Irwiniella shuotensis är en tvåvingeart som beskrevs av Ouchi 1943. Irwiniella shuotensis ingår i släktet Irwiniella och familjen stilettflugor. Inga underarter finns listade i Catalogue of Life.